# Polska na Mistrzostwach Europy w Lekkoatletyce 1958
Polska na Mistrzostwach Europy w Lekkoatletyce 1958 – reprezentacja Polski podczas zawodów liczyła 49 zawodników, którzy zdobyli 12 medali, w tym osiem złotych – najwięcej w historii.

## Rezultaty

### Mężczyźni
- 100 metrów
  - Marian Foik zajął 6. miejsce
  - Edward Szmidt odpadł w eliminacjach
- 200 metrów
  - Edward Szmidt odpadł w półfinale
- 400 metrów
  - Stanisław Swatowski zajął 6. miejsce
  - Gerard Mach odpadł w półfinale
- 800 metrów
  - Zbigniew Makomaski zajął 4. miejsce
  - Tadeusz Kaźmierski odpadł w półfinale
- 1500 metrów
  - Zbigniew Orywał zajął 7. miejsce
  - Stefan Lewandowski odpadł w eliminacjach
- 5000 metrów
  - Zdzisław Krzyszkowiak zajął 1. miejsce
  - Kazimierz Zimny zajął 2. miejsce
- 10000 metrów
  - Zdzisław Krzyszkowiak zajął 1. miejsce
  - Stanisław Ożóg zajął 5. miejsce
- 110 metrów przez płotki
  - Edward Bugała odpadł w eliminacjach
- 400 metrów przez płotki
  - Janusz Kotliński odpadł w półfinale
- 3000 metrów z przeszkodami
  - Jerzy Chromik zajął 1. miejsce
- sztafeta 4 × 100 metrów
  - Zenon Baranowski, Marian Foik, Andrzej Zieliński i Edward Szmidt odpadli w eliminacjach
- sztafeta 4 × 400 metrów
  - Stanisław Swatowski, Jacek Jakubowski, Tadeusz Kaźmierski i Zbigniew Makomaski zajęli 6. miejsce
- chód na 20 kilometrów
  - Franciszek Szyszka zajął 12. miejsce
  - Jerzy Hausleber zajął 13. miejsce
- skok wzwyż
  - Kazimierz Fabrykowski zajął 9. miejsce
  - Zbigniew Lewandowski zajął 12. miejsce
- skok o tyczce
  - Zenon Ważny zajął 5. miejsce
  - Andrzej Krzesiński zajął 10.-11. miejsce
- skok w dal
  - Kazimierz Kropidłowski zajął 2. miejsce
  - Henryk Grabowski zajął 3. miejsce
- trójskok
  - Józef Szmidt zajął 1. miejsce
  - Ryszard Malcherczyk zajął 4. miejsce
- pchnięcie kulą
  - Alfred Sosgórnik zajął 8. miejsce
  - Eugeniusz Kwiatkowski zajął 11. miejsce
- rzut dyskiem
  - Edmund Piątkowski zajął 1. miejsce
  - Eugeniusz Wachowski odpadł w kwalifikacjach
- rzut młotem
  - Tadeusz Rut zajął 1. miejsce
  - Olgierd Ciepły zajął 4. miejsce
- rzut oszczepem
  - Janusz Sidło zajął 1. miejsce
  - Zbigniew Radziwonowicz zajął 10. miejsce

### Kobiety
- 100 metrów
  - Elżbieta Ćmok odpadła w półfinale
  - Barbara Janiszewska odpadła w półfinale
  - Celina Jesionowska odpadła w półfinale
- 200 metrów
  - Barbara Janiszewska zajęła 1. miejsce
  - Celina Jesionowska odpadła w półfinale
  - Elżbieta Ćmok odpadła w eliminacjach
- 400 metrów
  - Beata Żbikowska odpadła w eliminacjach
- 800 m
  - Beata Żbikowska zajęła 7. miejsce
  - Krystyna Nowakowska odpadła w eliminacjach
- sztafeta 4 × 100 metrów
  - Maria Chojnacka, Barbara Janiszewska, Celina Jesionowska i Maria Bibro zajęły 3. miejsce
- skok w dal
  - Maria Ciastowska zajęła 5. miejsce
  - Maria Chojnacka zajęła 6. miejsce
  - Teresa Wieczorek zajęła 13. miejsce
- rzut dyskiem
  - Helena Dmowska zajęła 7. miejsce
  - Kazimiera Sobocińska zajęła 9. miejsce
- rzut oszczepem
  - Maria Grabowska zajęła 5. miejsce
  - Urszula Figwer zajęła 6. miejsce
  - Irena Starzyńska zajęła 13. miejsce
- pięciobój
  - Maria Bibro zajęła 6. miejsce
  - Maria Chojnacka zajęła 9. miejsce